# Neubaufahrzeug
Il Panzerkampfwagen Neubaufahrzeug V/VI, spesso abbreviato in PzKpfw Neubaufahrzeug V/VI o semplicemente NbFz V/VI, era un carro armato tedesco, costruito in un numero limitato di esemplari negli anni '30 e brevemente impiegato nelle prime fasi della seconda guerra mondiale; fu l'unico veicolo corazzato multi-torretta costruito in Germania ad essere impiegato operativamente nel corso del conflitto.

## Storia

### Sviluppo
La progettazione del mezzo iniziò nell'ottobre del 1933, quando lo stato maggiore dell'esercito tedesco decise di sviluppare un nuovo carro armato pesante sulla base dei test effettuati con i cosiddetti Grosstraktor, mezzi corazzati multi-torretta sperimentali costruiti tra il 1928 ed il 1930 e largamente testati presso la scuola truppe corazzate di Kazan', in URSS; l'incarico venne affidato alle ditte Krupp e Rheinmetall-Borsig, ed il nuovo mezzo ebbe la denominazione Neubaufahrzeug (in tedesco "Veicolo di nuova costruzione") V (il Modell A della Rheinmetall), e Neubaufahrzeug VI (il Modell B della Krupp).
Il mezzo era un carro pesante di rottura, concepito per sfondare le difese nemiche; il carro aveva tre torrette: la principale, montata centralmente, disponeva di un cannone Krupp KwK 37 L/23,5 da 75 mm e di un cannone Rheinmetall-Borsing KwK 35/36 L/46,5 da 37 mm; le due torrette secondarie, montate una davanti ed una dietro la torre principale, erano versioni modificate di quella installata sul Panzer I, ed erano armate con una mitragliatrice Dreyse MG 13 o Mauser MG 34 da 7,92 mm. I due modelli differivano leggermente nella sagoma della torretta principale, e nella disposizione dei due pezzi d'artiglieria: nel modello della Krupp le due canne erano affiancate, nel modello della Rheinmetall sovrapposte; lo scafo invece era identico nei due modelli.

### Impiego operativo
La Rheinmetall realizzò due esemplari del NbFz V in acciaio dolce (cioè del tipo non utilizzato per le corazze), da impiegare come prototipi per i test; la Krupp realizzò invece tre esemplari della versione NbFz VI, tutti in acciaio balistico. I primi esemplari vennero assegnati alle unità operative nel 1935, perché venissero collaudati; già nel 1937 tuttavia venne deciso di abbandonare la produzione del mezzo, giudicato troppo impacciato, di impiego non facile e non sufficientemente protetto, in favore di modelli più moderni come il Panzer III ed il Panzer IV. Gli esemplari realizzati del Neubaufahrzeug furono tuttavia posti al centro di una estesa campagna propagandistica, e nel 1939 vennero ufficialmente presentati al salone internazionale dell'automobile di Berlino.

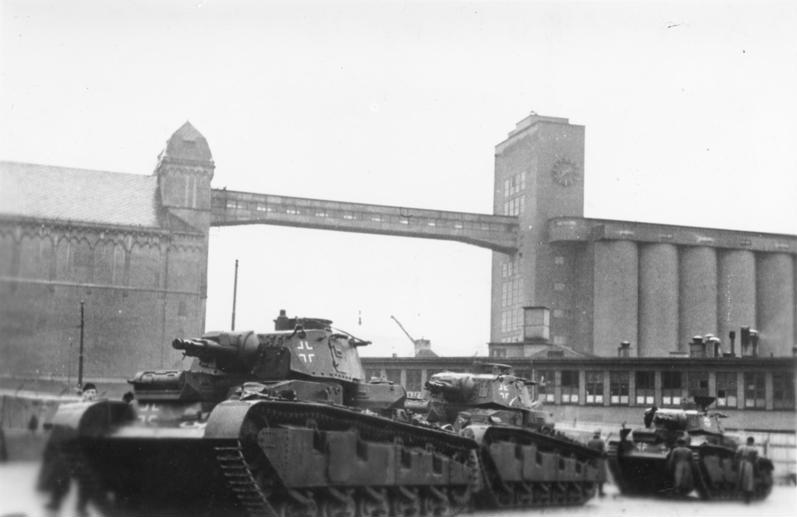
I tre NbFz VI sbarcano nel porto di Oslo il 19 aprile 1940

Allo scoppio della guerra, i tre NbFz VI vennero riuniti in una unità apposita, il Panzerzug Horstmann ("Plotone corazzato Horstmann", dal nome del suo comandante, il tenente Hans Horstmann). Nell'aprile del 1940, l'unità venne inviata in Norvegia per prendere parte alle operazioni contro le forze Alleate, aggregata alla 1ª Compagnia del 40° Panzer Abteilung; l'unità sbarcò ad Oslo il 19 aprile, ma non venne impiegata in blocco, ed i suoi mezzi furono suddivisi tra vari gruppi di combattimento tedeschi. Il 25 aprile, uno dei NbFz VI venne immobilizzato da un colpo di cannone controcarro presso Kvam durante uno scontro con reparti britannici, ma fu successivamente recuperato; pochi giorni dopo, un secondo carro rimase impantanato nell'area di Åndalsnes e venne fatto saltare in aria dal suo equipaggio per evitare che cadesse in mani nemiche. Il posto del carro perduto venne riempito con uno dei modelli in acciaio dolce, ed il reparto, di nuovo su tre carri, rimase di stanza presso il forte di Akershus ad Oslo, come forza di occupazione.
Sul destino finale dei superstiti esemplari di NbFz vi sono varie versioni: secondo alcune fonti, quando il 40° Panzer Abteilung venne inviato in Finlandia i tre carri rimasero in Norvegia, dove furono rinvenuti al termine del conflitto e demoliti; secondo altre fonti, vennero invece aggregati al 1. Panzergruppe ed inviati sul fronte orientale, dove furono distrutti in combattimento sul finire del giugno del 1941.